# 12猛漢
《12猛漢》（英語：12 Strong，或稱作）是一部2018年美國戰爭片，由尼可萊·弗格席執導，同時也是弗格席的導演初作，而劇本則由泰德·戴利和彼得·克雷格共同撰寫。該片改編自道格·史丹頓的非小說類書籍《Horse Soldiers》，其劇情描述美國陸軍特種部隊綠扁帽下轄的第5特種作戰群在九一一恐擊事件過後被派遣至阿富汗執行敵後任務，跟北方聯盟的游擊隊一起對抗塔利班。
《12猛漢》在美國2018年1月19日上映（含IMAX版）。

## 劇情
米契·尼爾森是美國陸軍第5特種部隊群（ODA) 595的隊長，在接受鮑爾斯中校指揮的參謀任務後，將於2001年9月11日與妻子和女兒搬進新家。當天恐怖襲擊的消息傳出後，尼爾森自願率領595部隊進入阿富汗。鮑爾斯最初拒絕，但原計劃退役的哈爾·史賓瑟准尉說服鮑爾斯再次將595部隊的指揮權交給納爾遜，並自願參加此次部署。595士兵離開家人後，2001年10月7日前往乌兹别克斯坦。在聽取穆霍蘭上校的通報和評估後，尼爾森和595被任命與北方聯盟領導人阿布都·拉希德·杜斯塔姆將軍並肩作戰。
ODA 595於2001年10月19日搭乘第160特种作战航空团飛行的CH-47 契努克直昇機秘密登陸阿富汗。他們降落在马扎里沙里夫（塔利班的長期據點）以南40英里處，與杜斯塔姆相會。595部隊12人中的六人在尼爾森的帶領下與杜斯塔姆一起前往山區，而另外六名成員則在史賓瑟的指揮下留在武裝營地「阿莫拉」（The Alamo）。杜斯塔姆正試圖佔領阿富汗北部城市，同時與塔利班領導人穆拉·拉贊作戰，後者根據嚴格的伊斯蘭教法殘酷地統治當地社區，並殺死了杜斯塔姆的家人在內的許多平民。
儘管杜斯塔姆最初對尼爾森的能力持懷疑態度，但尼爾森逐漸贏得了杜斯塔姆的尊重。然而，在一場戰鬥中，杜斯塔姆犯了戰術錯誤，造成多人傷亡。尼爾森指責杜斯塔姆對部下的生命不負責任，並隱瞞了有價值的信息；而杜斯塔姆反駁說，仍然認為尼爾森和美國不願意付出衝突的潛在代價，並要求尼爾森需要用心和頭腦去「做一名戰士」而不是士兵。兩人最終和解，並讓山姆·迪樂上士領導的分隊攻擊塔利班補給路線，史賓瑟為首的剩餘ODA 595成員也前來參與了戰役。在美國空中武力與杜斯塔姆的幫助下，他們贏得了幾場勝利。但尼爾森通知杜斯塔姆，美方已派出另一支官方部隊（555）來支援另一位北方聯盟領導人、杜斯塔姆的政治對手阿塔·穆罕默德·努爾，杜斯塔姆勃然大怒，他與部下立即放棄了595。
杜斯塔姆離開後，尼爾森和自家595部隊以及少數留下來的阿富汗戰士繼續對抗塔利班。遇到大批基地組織和塔利班戰士和裝甲車時，ODA 595在迪樂及其部隊的重新加入下，利用空中支援消滅了許多戰士和大部分裝甲車，但被發現並遭到攻擊。史賓瑟被自殺炸彈客重傷，需等待急救直昇機。當杜斯塔姆帶著自家部隊返回時，他的隊伍即將在塔利班和蓋達組織的沉重壓力下被壓制。美方和北方聯盟軍隊進行了美軍21世紀的首次騎兵衝鋒，驅散了塔利班和蓋達組織，杜斯塔姆追擊並殺死了拉贊。之後，尼爾森和杜斯塔姆繼續前往馬扎里沙里夫，但發現阿塔·穆罕默德已在此處打敗了塔利班。出乎意料的是，杜斯塔姆將與穆罕默德暫時和解，任何對立留到第二天解決。杜斯塔姆對尼爾森和美國人的努力印象深刻，將永遠將尼爾森視為兄弟及戰友，同時囑咐他記住，阿富汗是帝國的墳墓。史賓瑟倖存下來，ODA 595的所有12名士兵在阿富汗幾乎連續戰鬥了23天後返回家園。
ODA 595的任務為機密任務而未受到公開表揚，但2012年紐約世貿中心前成立了象徵此勝利的騎馬士兵雕像。電影最後以一張現實ODA 595成員的照片作結。

## 演員
- 克里斯·漢斯沃飾演米契·尼爾森上尉（Captain Mitch Nelson）
- 麥可·夏儂飾演哈爾·史賓瑟准尉（Chief Warrant Officer Hal Spencer）
- 麥可·潘納飾演山姆·迪樂上士（Sergeant First Class Sam Diller）
- 納維德·奈嘉班飾演A·R·杜斯塔姆將軍：阿富汗北方聯盟的領導人，未來的阿富汗副總統（英语：Vice President of Afghanistan）。
- 崔凡特·羅德（英语：Trevante Rhodes）飾演班·邁洛上士（Sergeant First Class Ben Milo）
- 威廉·菲德內爾飾演約翰·F·穆霍蘭上校（英语：John F. Mulholland Jr.）
- 吉歐夫·斯圖茲飾演西恩·考佛（Sean Coffers）
- 薩德·拉金比爾飾演佛恩·麥克斯（Vern Michaels）
- 努曼·阿卡爾飾演穆拉·拉贊（Mullah Razzan）
- 艾兒莎·巴塔奇飾演琴·尼爾森（Jean Nelson）：米契之妻。
- 羅伯·里戈爾飾演麥斯·鮑爾斯中校（Lt. Colonel Max Bowers）
- 肯尼·謝爾德（Kenny Sheard）飾演比爾·貝內特上士（Sergeant First Class Bill Bennett）
- 奧斯汀·史托爾（英语：Austin Stowell）飾演佛萊德·佛斯上士（Staff Sergeant Fred Falls）
- 傑克·凱西（英语：Jack Kesy）飾演查爾斯·瓊斯（Charles Jones）
- 肯尼斯·米勒（Kenneth Miller）飾演凱文·傑克森（Kevin Jackson）
- 班·歐圖爾（英语：Ben O'Toole）飾演史考特·布萊克（Scott Black）
- 奧斯汀·赫伯特（Austin Hébert）飾演帕特·艾塞克斯（Pat Essex）
- 法希姆·法茲里（英语：Fahim Fazli）飾演哈立德（Khaled）[9]：阿富汗北方聯盟的軍官。
- 泰勒·謝里丹飾演布萊恩（Brian）

## 製作

### 發展
2011年12月2日，宣布製片人傑瑞·布洛克海默已採用泰德·戴利所寫的劇本，並讓尼可萊·弗格席來執導該片，它改編自道格·史丹頓的非小說類書籍《Horse Soldiers》。2016年3月29日，Deadline網站報導，布洛克海默已正式聘請弗格席來執導該片，以作為他的導演處女作，並由布洛克海默的Jerry Bruckheimer Films與莫莉·史密斯、泰倫特·拉金比爾和沙德·拉金比爾共同透過Black Label Media來出資製作該片。

### 選角
2016年9月30日，克里斯·漢斯沃和麥可·夏儂參演了該片；後於11月1日，麥可·潘納也加入演出。2016年11月3日，運動員轉演員的崔凡特·羅德將會參演該片。2016年11月14日，奧斯汀·史托爾將在片中飾演美國陸軍特種部隊佛萊德·福爾斯上士。2016年11月15日，奧斯汀·赫伯特將會片中該隊知識分子和工程師帕特·埃塞克斯；同一天，據報導，班·歐圖爾也會參演。2016年11月17日，《綜藝》報導，納維德·奈嘉班將會出演阿布都·拉希德·杜斯塔姆。艾兒莎·巴塔奇於2016年12月被證實已加入演出。2017年2月3日，Deadline報導，羅伯·里戈爾將在片中飾演麥斯·鮑爾斯上校一角。

### 拍攝
主體拍攝於2017年1月初在新墨西哥州開始進行。其取景地包括奧羅格蘭德和索科羅，並在索科羅拍了八天後的1月26日結束。該片也在阿拉莫戈多拍攝，且在那利用白沙國家公園來作為取景點。

## 發行
該片在美國由華納兄弟發行，並定於2018年1月19日上映。

### 評價
《12猛漢》獲得了褒貶不一的評價。爛番茄根據87條評論，新鮮度持有55%，平均得分5.6 / 10。而在Metacritic上，則獲得了56分。據CinemaScore調查，觀眾的平均評價在A+到F間落於「A」。

### 票房
在美國和加拿大，《12猛漢》和《極盜戰》、《永远是我的女孩》同天上映，而競爭對手也包括了擴大上映的《霓裳魅影》；外界預估《12猛漢》於首週能從3002間戲院中獲得1500萬至2000萬美元的票房。美國首週末票房達1650萬美元，位居當週票房排名第二。據CinemaScore調查，首週的觀眾中有55%是男性，其中超過25歲的就佔了79%。

## 外部連結
- 官方网站
- 互联网电影数据库（IMDb）上《12猛漢》的资料（英文）
- 爛番茄上《12猛漢》的資料（英文）
- Box Office Mojo上《12猛漢》的資料（英文）
- Metacritic上《12猛漢》的資料（英文）
- AllMovie上《12猛漢》的资料（英文）
- 開眼電影網上《12猛漢》的資料（繁體中文）
- 豆瓣电影上《12猛漢》的資料 （简体中文）
- 时光网上《12猛漢》的資料（简体中文）